# Wilhelm von Manz
Georg Wilhelm Manz, ab 1856 Ritter von Manz, (* 2. April 1804 in Dillingen an der Donau; † 5. Januar 1867 in München) war ein königlich bayerischer Generalleutnant. Manz war von 1855 bis 1859 bayerischer Kriegsminister.

## Leben

### Familie
Die Familie Manz gehörte ursprünglich zu den Hörigen des Klosters Öhningen bei Stein am Rhein. Wilhelms Großvater Johann Jakob Andreas Manz war Gärtner in Augsburg. Sein Vater Joseph Anton Manz (* 1. März 1774 in Dillingen an der Donau; † 5. Dezember 1838 in Ansbach) war Stiftungsadministrator und Registrator des bischöflich Augsburger Domkapitels. Nach dem Reichsdeputationshauptschluss 1803 wurde er königlich bayerischer Regierungsrat in Ansbach. Er heiratete in erster Ehe im Juni 1802 in Unterhausen Margarete Rosenauer (* 31. Januar 1777 in Würzburg; † 13. Juli 1805 in Dillingen an der Donau), die Tochter des Würzburger Stadtchirurgen Gottfried Rosenauer und Mutter von Wilhelm.

### Beruflicher Werdegang
Manz wurde in das Bayerische Kadettenkorps aufgenommen, das er nach acht Jahren verlassen konnte. Im Oktober 1823 trat er als Junker in das 1. Jägerbataillon ein, wo er im Oktober 1825 zum Unterleutnant befördert wurde. Von Dezember 1826 bis Mai 1828 diente er im Topografischen Büro. Im Dezember 1832 schied er aus dem bayerischen Militärdienst aus und begleitete Prinz Otto von Bayern nach Griechenland, wo er Referent im Kriegsministerium wurde. Dort schloss er Bekanntschaft mit Ludwig von Lüder, der ihn später nach München zurückholen wird.
Im November 1835 trat Manz erneut in die Bayerische Armee, als Unterleutnant im Infanterie-Leib-Regiment, ein. Ende April 1838 wurde er Brigadeadjutant von General Anton von Gumppenberg. Auch nach der Berufung von Guppenberg als Minister in das bayerische Kriegsministerium behielt Manz diese Stellung. Ende Juni 1839 erfolgte seine Beförderung zum Oberleutnant und die Versetzung in den Quartiermeisterstab. Als Adjutant des Kriegsministers und seit Dezember 1841 als Hauptmann wechselte er zum 6. Infanterie-Regiment. Im Oktober 1844 war er Major im 13. Infanterie-Regiment und diente im August 1848, nach seiner Beförderung zum Oberstleutnant, im 5. Infanterie-Regiment.
Im März 1849 wird Manz Bataillonskommandeur des 1. Jägerbataillons, der Einheit, in der er einst seinen Dienst begann. Ende November 1850 ernennt ihn König Maximilian II. von Bayern zum Oberst im 13. Infanterie-Regiment, eine Beförderung außer der Reihe, und zum Chef der Verwaltung der Mobilen Armee. Doch bereits im Dezember 1850 holte ihn der nun zum Kriegsminister ernannte Ludwig von Lüder in das Münchener Kriegsministerium, wo er bis September 1852 als Referent arbeitet. Später wurde er Regimentskommandeur des 13. Infanterie-Regiments, dem er bereits seit Ende Juni 1851 als statusmäßiger Oberst angehörte.
Im Juni 1854 wird der erfahrene Manz auf Empfehlung des Kriegsministers von König Maximilian II. in die Budgetkommission des Finanzministeriums als militärisches Mitglied berufen. Die Kommission sollte hauptsächlich Einsparmöglichkeiten im Haushalt erarbeiten, die nach dem Finanzminister Josef Aschenbrenner vor allem beim Eisenbahnbau und beim Militär zu erreichen wären. Der amtierende Kriegsminister Ludwig von Lüder bat daraufhin um seine Entlassung, die auch vom König gewährt wurde. Maximilian II. ernannte Wilhelm Manz am 25. März 1855 zu Lüders Nachfolger als Kriegsminister und beförderte ihn noch im gleichen Monat zum Generalmajor. Er verlieh ihm am 1. Januar 1856 das Ritterkreuz des Verdienstordens der Bayerischen Krone. Damit verbunden war der persönliche Adelsstand im Königreich Bayern, eine Eintragung in die Adelsmatrikel bei der Ritterklasse erfolgte am 24. Januar 1856.
Auch seine Arbeit im Kriegsministerium gestaltete sich auf Grund der ständigen Etatkürzungen als schwierig. Er reformierte die innere Organisation im Ministerium, so dass die Arbeit der Verwaltung und die Geschäftsabläufe deutlich effizienter und schneller wurden. Es kam zu heftigen Kontroversen zwischen ihm und dem Vorsitzenden des Ministerrates Ludwig von der Pfordten wegen des Finanzbudgets seines Ministeriums, bei der Manz schließlich nachgeben musste. Im Januar 1857 wurde er für seine Verdienste mit dem Komturkreuz des Ordens vom Heiligen Michael ausgezeichnet. Nach dem Ausbruch des Sardinischen Krieges Mitte April 1859, sah er die Wehrfähigkeit des bayerischen VII. Armeekorps beim Bundesheer nicht mehr gewährleisten. Nicht bereit die weitere Verantwortung dafür übernehmen zu müssen, bat er um seinen Abschied, der am 13. April 1859 stattgegeben wurde.
Manz wurde zunächst zur Disposition gestellt, aber noch Ende April 1859 von Maximilian II. zum Kommandanten der Hauptstadt München ernannt. Im Januar 1862 wird er als Generalleutnant charakterisiert und Ende November 1863 zum wirklichen Generalleutnant befördert. Nach dem Tod von König Maximilian II. vereidigte er am 16. März 1864 die Truppen der Garnison München auf Ludwig II. von Bayern. Er starb am 5. Januar 1867, im Alter von 62 Jahren, in München.

### Ehe und Nachkommen
Wilhelm von Manz heiratete am 15. Juni 1846 in Bayreuth die Gräfin Adelaide Karoline Henriette Efin von Zedtwitz (* 19. Mai 1814 in Sorg; † 19. Mai 1891 in München). Das Paar hatte mindestens vier Söhne die alle als Offiziere in der bayerischen Armee dienten. Der zweite Sohn August Alfred Wilhelm von Manz (* 1848; † 1940) wurde wie sein Vater königlich bayerischer Generalleutnant. Er erhielt im Februar 1901 für sich und seine Nachkommen den Adelsstand im Königreich Bayern. Sein jüngerer Bruder Hermann Manz (* 1853; † 1924) war Oberstleutnant und einer der Begründer des Münchener Tierparks Hellabrunn. Er war von 1911 bis 1923 der erste Direktor des Tierparks.